# Euphorbia korshinskyi
Euphorbia korshinskyi  es una especie fanerógama perteneciente a la familia de las euforbiáceas. Es originaria del este de Rusia.

## Taxonomía
Euphorbia korshinskyi fue descrita por Dmitri Victorovich Geltman y publicado en Fl. Vostoch. Evropy 9: 281. 1996.
Etimología
Euphorbia: nombre genérico que deriva del médico griego del rey Juba II de Mauritania (52 a 50 a. C. - 23), Euphorbus, en su honor – o en alusión a su gran vientre –  ya que usaba médicamente Euphorbia resinifera. En 1753 Carlos Linneo asignó el nombre a todo el género.
korshinskyi: epíteto otorgado en honor del botánico ruso Sergei Ivanovitsch Korshinsky (1861 - 1900) jefe del Jardín Botánico Imperial de San Petersburgo.